# Reasnor (Iowa)
Reasnor est une ville du  comté de Jasper, en Iowa, aux États-Unis. Elle est fondée en 1877 et incorporée le 15 juin 1912.

## Source de la traduction
- (en) Cet article est partiellement ou en totalité issu de l’article de Wikipédia en anglais intitulé « Reasnor, Iowa » (voir la liste des auteurs).